# Natação nos Jogos Europeus de 2015 - 50 m borboleta masculino
A competição dos 50 metros borboleta masculino foi um dos eventos da natação nos Jogos Europeus de 2015, em Baku, no Azerbaijão. Foi disputada no Centro Aquático de Baku no dia 23 de junho.

## Calendário
Horário de verão do Azerbaijão (UTC+5).
| Data        | Horário | Fase         |
| ----------- | ------- | ------------ |
| 23 de junho | 09:38   | Eliminatória |
| 23 de junho | 17:37   | Semifinal    |
| 23 de junho | 19:04   | Final        |

## Medalhistas
| Ouro   | UKR Andriy Khloptsov |
| Prata  | POL Paweł Sendyk     |
| Bronze | RUS Daniil Pakhomov  |

## Recordes
Antes desta competição, os recordes mundiais e dos jogos europeus dessa prova eram os seguintes:
| Tipo                       | Atleta           | Tempo | Local  | Data               |
| -------------------------- | ---------------- | ----- | ------ | ------------------ |
|                            | ESP Rafael Muñoz | 22,43 | Málaga | 5 de abril de 2009 |
| Recorde dos Jogos Europeus | Não estabelecido | –     |        |                    |

Os seguintes recordes mundiais ou dos jogos europeus foram estabelecidos durante esta competição:
| Data        | Evento    | Nome             | Nacionalidade | Tempo | Notas                      |
| ----------- | --------- | ---------------- | ------------- | ----- | -------------------------- |
| 23 de junho | Semifinal | Andriy Khloptsov | Ucrânia       | 23.90 | Recorde dos Jogos Europeus |

## Resultados

### Eliminatórias
A eliminatória foi realizada no dia 23 de junho. 
| Pos. | Bateria | Raia | Nadador               | Nacionalidade            | Tempo | Notas  |
| ---- | ------- | ---- | --------------------- | ------------------------ | ----- | ------ |
| 1    | 7       | 6    | Roman Shevliakov      | RUS Rússia               | 24.10 | Q,     |
| 2    | 5       | 2    | Bruno Blašković       | CRO Croácia              | 24.13 | Q      |
| 3    | 6       | 3    | Daniil Pakhomov       | RUS Rússia               | 24.20 | Q      |
| 4    | 7       | 4    | Vladislav Kozlov      | RUS Rússia               | 24.23 |        |
| 5    | 7       | 3    | Andriy Khloptsov      | UKR Ucrânia              | 24.29 | Q      |
| 6    | 7       | 2    | Sergii Shevtsov       | UKR Ucrânia              | 24.35 | Q      |
| 7    | 5       | 4    | Michał Chudy          | POL Polônia              | 24.36 | Q      |
| 8    | 7       | 5    | Paweł Sendyk          | POL Polônia              | 24.38 | Q      |
| 9    | 5       | 6    | Alberto Lozano        | ESP Espanha              | 24.48 | Q      |
| 10   | 5       | 5    | Daniel Zaitsev        | EST Estônia              | 24.49 | Q      |
| 11   | 6       | 7    | Meiron Cheruti        | ISR Israel               | 24.59 | Q      |
| 12   | 5       | 3    | Dmytro Prozhoha       | UKR Ucrânia              | 24.61 |        |
| 12   | 6       | 6    | Niko Mäkelä           | FIN Finlândia            | 24.61 | Q      |
| 14   | 5       | 1    | Marius Solaat Rødland | NOR Noruega              | 24.62 | Q      |
| 15   | 5       | 7    | Artūrs Pesockis       | LAT Letônia              | 24.64 | Q      |
| 15   | 6       | 8    | Emre Sakçı            | TUR Turquia              | 24.64 | Q, RET |
| 17   | 7       | 7    | Kirill Baron          | ISR Israel               | 24.68 | Q      |
| 18   | 5       | 8    | Dries Vangoetsenhoven | BEL Bélgica              | 24.70 | Q      |
| 19   | 3       | 9    | Filip Milcevic        | AUT Áustria              | 24.73 | Q      |
| 20   | 6       | 5    | Andrea Vergani        | ITA Itália               | 24.74 |        |
| 21   | 6       | 2    | Johannes Tesch        | GER Alemanha             | 24.95 |        |
| 21   | 6       | 1    | Michał Brzuś          | POL Polônia              | 24.95 |        |
| 23   | 6       | 4    | Mikhail Vekovishchev  | RUS Rússia               | 25.02 |        |
| 24   | 6       | 9    | Berk Özkul            | TUR Turquia              | 25.03 |        |
| 25   | 5       | 9    | Adi Mešetović         | BIH Bósnia e Herzegovina | 25.10 |        |
| 26   | 4       | 6    | Thomas Fannon         | GBR Grã-Bretanha         | 25.12 |        |
| 27   | 4       | 8    | Ivan Andrianov        | AZE Azerbaijão           | 25.14 |        |
| 27   | 7       | 9    | Sigurd Holten Bøen    | NOR Noruega              | 25.14 |        |
| 29   | 4       | 5    | Vladimír Štefánik     | SVK Eslováquia           | 25.15 |        |
| 30   | 7       | 1    | Paulus Schön          | GER Alemanha             | 25.16 |        |
| 31   | 3       | 7    | Nikola Miljenić       | CRO Croácia              | 25.19 |        |
| 32   | 4       | 7    | Luke Greenbank        | GBR Grã-Bretanha         | 25.20 |        |
| 33   | 5       | 0    | Nikita Saunonen       | FIN Finlândia            | 25.29 |        |
| 34   | 7       | 8    | Thomas Maurer         | SUI Suíça                | 25.34 |        |
| 35   | 4       | 3    | Grigori Pekarski      | BLR Bielorrússia         | 25.36 |        |
| 36   | 4       | 2    | Christian Ferraro     | ITA Itália               | 25.40 |        |
| 37   | 1       | 3    | Akaki Vashakidze      | GEO Geórgia              | 25.45 |        |
| 37   | 6       | 0    | Damian Chrzanowski    | POL Polônia              | 25.45 |        |
| 39   | 4       | 4    | Cevin Siim            | EST Estônia              | 25.49 |        |
| 40   | 1       | 4    | Dániel Sós            | HUN Hungria              | 25.67 |        |
| 41   | 3       | 5    | Teodor Widerberg      | SWE Suécia               | 25.70 |        |
| 42   | 3       | 1    | Alexander Lohmar      | GER Alemanha             | 25.72 |        |
| 43   | 2       | 2    | Benjamin Doyle        | IRL Irlanda              | 25.77 |        |
| 44   | 4       | 9    | Matija Pucarević      | SRB Sérvia               | 25.83 |        |
| 45   | 7       | 0    | Enzo Nardozza         | ITA Itália               | 25.87 |        |
| 46   | 4       | 1    | James Brown           | IRL Irlanda              | 25.88 |        |
| 47   | 2       | 8    | Adrian Negru          | MDA Moldávia             | 25.90 |        |
| 48   | 3       | 3    | Márk Tekauer          | HUN Hungria              | 25.92 |        |
| 49   | 3       | 0    | Henry Kerman          | SWE Suécia               | 25.93 |        |
| 50   | 3       | 4    | Timothy Schlatter     | SUI Suíça                | 25.94 |        |
| 51   | 1       | 5    | Maid Sukanović        | BIH Bósnia e Herzegovina | 25.98 |        |
| 52   | 3       | 2    | Blaž Demšar           | SLO Eslovênia            | 25.99 |        |
| 53   | 2       | 4    | Samet Alkan           | TUR Turquia              | 26.03 |        |
| 53   | 2       | 7    | Juho Grönblom         | FIN Finlândia            | 26.03 |        |
| 55   | 3       | 6    | Manuel Leuthard       | SUI Suíça                | 26.09 |        |
| 56   | 2       | 3    | Ljupcho Angelovski    | MKD Macedônia do Norte   | 26.38 |        |
| 57   | 4       | 0    | Ole-Mikal Fløgstad    | NOR Noruega              | 26.42 |        |
| 58   | 3       | 8    | Takis Papadopoulos    | CYP Chipre               | 26.47 |        |
| 59   | 2       | 6    | Vlas Cononov          | MDA Moldávia             | 26.67 |        |
| 60   | 2       | 1    | Kamran Jafarov        | AZE Azerbaijão           | 27.17 |        |
| 61   | 2       | 5    | Murat Ayhan           | AZE Azerbaijão           | 28.75 |        |

### Semifinal
A semifinal foi realizada no dia 23 de junho.

#### Semifinal 1
| Pos. | Raia | Nadador               | Nacionalidade | Tempo | Notas |
| ---- | ---- | --------------------- | ------------- | ----- | ----- |
| 1    | 5    | Andriy Khloptsov      | UKR Ucrânia   | 23.90 | Q,    |
| 2    | 4    | Bruno Blašković       | CRO Croácia   | 23.95 | Q     |
| 3    | 3    | Michał Chudy          | POL Polônia   | 23.98 | q     |
| 4    | 6    | Alberto Lozano        | ESP Espanha   | 24.18 | q     |
| 5    | 7    | Marius Solaat Rødland | NOR Noruega   | 24.51 |       |
| 6    | 2    | Meiron Cheruti        | ISR Israel    | 24.53 |       |
| 7    | 8    | Dries Vangoetsenhoven | BEL Bélgica   | 24.73 |       |
| 8    | 1    | Filip Milcevic        | AUT Áustria   | 24.74 |       |

#### Semifinal 2
| Pos. | Raia | Nadador          | Nacionalidade | Tempo | Notas |
| ---- | ---- | ---------------- | ------------- | ----- | ----- |
| 1    | 5    | Daniil Pakhomov  | RUS Rússia    | 24.07 | Q     |
| 2    | 4    | Roman Shevliakov | RUS Rússia    | 24.11 | Q     |
| 3    | 6    | Paweł Sendyk     | POL Polônia   | 24.19 | q     |
| 4    | 1    | Artūrs Pesockis  | LAT Letônia   | 24.37 | q     |
| 5    | 8    | Kirill Baron     | ISR Israel    | 24.39 |       |
| 6    | 2    | Daniel Zaitsev   | EST Estônia   | 24.43 |       |
| 7    | 7    | Niko Mäkelä      | FIN Finlândia | 24.43 |       |
| 8    | 3    | Sergii Shevtsov  | UKR Ucrânia   | 24.54 |       |

### Final
A final foi realizada no dia 23 de junho.
| Pos.              | Raia | Nadador          | Nacionalidade | Tempo | Notas |
| ----------------- | ---- | ---------------- | ------------- | ----- | ----- |
| Medalha de ouro   | 4    | Andriy Khloptsov | UKR Ucrânia   | 23.92 |       |
| Medalha de prata  | 1    | Paweł Sendyk     | POL Polônia   | 23.97 |       |
| Medalha de bronze | 6    | Daniil Pakhomov  | RUS Rússia    | 24.02 |       |
| 4                 | 2    | Roman Shevliakov | RUS Rússia    | 24.05 |       |
| 5                 | 3    | Michał Chudy     | POL Polônia   | 24.06 |       |
| 6                 | 5    | Bruno Blašković  | CRO Croácia   | 24.10 |       |
| 7                 | 7    | Alberto Lozano   | ESP Espanha   | 24.17 |       |
| 8                 | 8    | Artūrs Pesockis  | LAT Letônia   | 24.46 |       |

Legenda
| Recorde mundial            | Recorde mundial (World record)                     |                       | Recorde africano                      | Recorde africano (African) |                                           | Q | Classificado por posição (Qualified) |
| Recorde dos Jogos Europeus | Recorde dos Jogos Europeus (European Games record) | Recorde da América    | Recorde da América (Americas)         | q                          | Classificado por melhor tempo (Qualified) |   |                                      |
| Melhor marca do ano        | Melhor marca do ano (World leading)                | Recorde asiático      | Recorde asiático (Asian)              | DNS                        | Não largou (Did not start)                |   |                                      |
| Recorde nacional           | Recorde nacional (National record)                 | Recorde europeu       | Recorde europeu (European)            | DNF                        | Não terminou (Did not finish)             |   |                                      |
| Recorde pessoal            | Recorde pessoal do atleta (Personal best)          | Recorde da Oceania    | Recorde da Oceania (Oceania)          | DSQ / DQ                   | Desclassificado (Disqualified)            |   |                                      |
| Recorde da temporada       | Recorde da temporada do atleta (Season best)       | Recorde sul-americano | Recorde sul-americano (South America) | NM                         | Sem marca (No mark)                       |   |                                      |